# قرش الجرف الرملي
قرش الجرف الرملي (الاسم العلمي: Carcharhinus plumbeus)، نوع من القرش الترابي وينتمي إلى فصيلة البنبكيات. أعطانه المحيط الأطلسي ومنطقة المحيط الهادي الهندي.